# Kubrychtova bouda
Kubrychtova bouda (též slangově Kubrichťárna, nebo také U Bábinky) se nachází nedaleko Srbska v okrese Beroun a Bubovických vodopádů. Vybudována byla jako přírodní restaurace v roce 1921. V dobách rozvoje trampingu sloužila hospoda také jako příležitostní noclehárna. Uzavřena byla v první polovině 80. let. Na přelomu 80. a 90. let 20. století shořela, následně byla vybudována nová. Dnes slouží jako výzkumná terénní stanice CHKO. V jejím okolí se kříží několik hojně navštěvovaných turistických tras.